# Dusona dositheae
Dusona dositheae är en stekelart som först beskrevs av Jean Victor Audouin 1834.  Dusona dositheae ingår i släktet Dusona och familjen brokparasitsteklar. Inga underarter finns listade i Catalogue of Life.